# Hōzan Yamamoto
Hōzan Yamamoto (jap. 山本 邦山, Yamamoto Hōzan; * 6. Oktober 1937 in Ōtsu, Präfektur Shiga; † 10. Februar 2014, Präfektur Tokio) war ein japanischer Shakuhachispieler, Komponist und Hochschullehrer.

## Leben und Wirken
Yamamoto begann im Alter von neun Jahren mit dem Spiel der japanischen Bambusflöte Shakuhachi, zunächst angeleitet durch seinen Vater, dann durch Chōzan Nakanishi (中西蝶山). Nach dem Besuch des Kyōto Junior College of Foreign Studies nahm er 1958 am World Folk Music Festival teil, das von der UNESCO ausgerichtet wurde. Anschließend studierte er in Tokio auf dem Seiha Music College (Abschluss 1962). Im Februar 1964 war er mit dem Kotospieler Shin’ichi Yuize an der Einspielung von Tony Scotts Platte Musik for Zen Meditation beteiligt. Trotz Gründung des traditionellen Trios Shakuhachi Sanbon Kai (尺八三本会) mit Reibo Aoki und Katsuya Yokoyama war er weiterhin an Crossoverprojekten interessiert und hat mit so bekannten Musikern wie Ravi Shankar, Gary Peacock, Yōsuke Yamashita, Helen Merrill und Karl Berger zusammengearbeitet, aber auch mit den Flötisten Jean-Pierre Rampal bzw. Chris Hinze. 1980 trat er mit seinem Trio auf den Donaueschinger Musiktagen auf. Mit Wolfgang Mitterer an der Orgel spielte er das Album Masters of Zen: Shakuhachi & Organ ein. 1981 verfasste er die Filmmusik zu Samurai Resurrection. Daneben hat er für sein Instrument komponiert und war an mehr als 100 Aufnahmen beteiligt. Er war als Dozent an der Tokyo National University of Fine Arts and Music beschäftigt. Außerdem war er das Oberhaupt der Hozan-kai Shakuhachi-Zunft.
Yamamoto, der sich wie kein zweiter mit den Möglichkeiten, das Shakuhachispiel zu erweitern, beschäftigt hat, wurde in Japan seit 1975 mit zahlreichen Preisen ausgezeichnet, insbesondere dem Odaka Award für die Einspielung seines Concerto für Shakuhachi und Orchester (1977), als Lebender Nationalschatz (2002) und 2012 mit dem Preis der Japanischen Akademie der Künste.

## Diskographische Hinweise
- Tony Scott: Music for Zen Meditation (1964)
- Oriental Bossa Sounds a Union of Koto, Shakuhachi and Big Band (琴、 尺八、 ビッグ・バンドによるスタンダード・ボッサ) (1968)
- Hibiki – Contemporary Music for Japanese Traditional Instruments (響 - 和楽器による現代日本の音楽) (1970)
- Silver World (1970)
- Ginkai (銀界) (1971, mit Masabumi Kikuchi, Gary Peacock und Hiroshi Murakami)
- Keden (怪顛) (1974)
- Kyorai (去来) (1974)
- Bamboo Suite (竹の組曲) (1975)
- Kangetsu (寒月) (1978)
- Yosuke Yamashita/Yamamoto/Masahiko Togashi: Breath (1984)
- Karl Berger/Yamamoto: Again and Again (1985)
- Yosuke Yamashita/Yamamoto: Bolero (1986)
- Saichi (1986)
- Hozan Yamamoto vs Four Men (1986)
- Sankyoku (1990)
- Mugenkai - Ginkai II (夢幻界 - 銀界Ⅱ) (1996)
- Works of Hozan Yamamoto (山本邦山 作品集) (1996)
- Otoño (1997, mit Javier Paxariño, Chano Domínguez, Nono García, Javier Colina und Tino di Geraldo)
- Yamamoto/Wolfgang Mitterer: Masters of Zen (1998)
- Fascination of the Shakuhachi (尺八の魅力) (2000)
- Eternal Echoes

## Belege
1. ↑  人間国宝の尺八奏者・山本邦山さんが死去　映画音楽なども担当. In: sanspo.com. Archiviert vom Original (nicht mehr online verfügbar) am 23. Februar 2014; abgerufen am 11. Februar 2014 (japanisch).
2. 1 2 3  山本邦山(2代). In: デジタル版 日本人名大辞典+Plus bei kotobank.jp. Abgerufen am 12. März 2015 (japanisch).

| Personendaten    | Personendaten                                                                                     |
| ---------------- | ------------------------------------------------------------------------------------------------- |
| NAME             | Yamamoto, Hōzan                                                                                   |
| ALTERNATIVNAMEN  | 山本 邦山 (japanisch); Yamamoto Yasumasa (wirklicher Name); 山本泰正 (wirklicher Name, japanisch) |
| KURZBESCHREIBUNG | japanischer Flötist (Shakuhachi), Komponist und Hochschullehrer                                   |
| GEBURTSDATUM     | 6. Oktober 1937                                                                                   |
| GEBURTSORT       | Ōtsu, Präfektur Shiga                                                                             |
| STERBEDATUM      | 10. Februar 2014                                                                                  |
| STERBEORT        | Präfektur Tokio                                                                                   |